# Plasmafenster
Ein Plasmafenster (nicht zu verwechseln mit Plasmaschild) ist eine Technologie, die ein von einem Magnetfeld umschlossenen Raum mit Plasma füllt. Mit der aktuellen Technologie ist dieses Volumen ziemlich klein und das Plasma wird als flache Ebene innerhalb eines zylindrischen Raums erzeugt.
Plasma ist jedes Gas, dessen Atome oder Moleküle ionisiert wurden, und ist eine separate Phase der Materie. Dieser Zustand wird am häufigsten durch Erhitzen des Gases auf extrem hohe Temperaturen erreicht, obwohl es auch andere Methoden gibt. Plasma wird bei höheren Temperaturen zunehmend viskoser, bis zu dem Punkt, an dem andere Materie Schwierigkeiten hat, hindurchzukommen.
Die Viskosität eines Plasmafensters ermöglicht es, Gas bei normalem atmosphärischem Druck von einem vollständigen Vakuum zu trennen, und kann Berichten zufolge einem Druckunterschied von bis zu neun Atmosphären standhalten. Gleichzeitig lässt das  Plasmafenster Strahlung wie Laser und Elektronenstrahlen passieren. Diese Eigenschaft macht das Plasmafenster so nützlich – die Technologie des  Plasmafensters ermöglicht es, dass Strahlung, die nur im Vakuum erzeugt werden kann, auf Objekte in einer Atmosphäre angewendet wird. Elektronenstrahlschweißen ist eine Hauptanwendung von  Plasmafenstern, wodurch dieses außerhalb eines Vakuums möglich ist.

## Geschichte
Das Plasmafenster wurde am Brookhaven National Laboratory von Ady Hershcovitch erfunden und 1995 patentiert.
Zu weiteren Erfindungen nach diesem Prinzip gehört das Plasmaventil aus 2000.
Im Jahr 2014 veröffentlichte eine Gruppe von Studenten der University of Leicester eine Studie, in der die Funktionsweise von Plasmadeflektorschilden von Raumschiffen beschrieben wurde.
Im Jahr 2015 erhielt Boeing ein Patent auf ein Kraftfeldsystem zum Schutz vor durch Explosionen erzeugten Stoßwellen. Es soll nicht vor Projektilen, Strahlung oder Energiewaffen wie Lasern schützen. Das Feld arbeitet angeblich mit einer Kombination aus Lasern, Elektrizität und Mikrowellen, um die Luft schnell aufzuheizen und ein Feld aus (ionisiertem) überhitztem Luftplasma zu erzeugen, das die Stoßwelle unterbricht oder zumindest dämpft. Bis März 2016 sind keine funktionierenden Modelle bekannt, die demonstriert wurden.
Michio Kaku schlägt Kraftfelder vor, die aus drei Schichten bestehen. Die erste ist das Hochleistungs-Plasmafenster, das einfallende Objekte verdampfen, Strahlung und Partikel blockieren kann. Die zweite Schicht besteht aus Tausenden von Laserstrahlen, die in einer engen Gitterkonfiguration angeordnet sind, um alle Objekte, die es geschafft haben, durch das Plasmafenster zu gelangen, durch die Laserstrahlen zu verdampfen. Die dritte Schicht ist eine unsichtbare, aber stabile Materialschicht wie Kohlenstoffnanoröhren oder Graphen, die nur ein Atom dick und daher transparent, aber stärker als Stahl ist, um mögliche Ablagerungen von zerstörten Objekten zu blockieren.

## Plasmaventil
Eine verwandte Technologie ist das Plasmaventil, das kurz nach dem  Plasmafenster erfunden wurde. Ein Plasmaventil ist eine Gasschicht in der Hülle eines Teilchenbeschleunigers. Der Ring eines Teilchenbeschleunigers enthält ein Vakuum, und normalerweise ist ein Bruch dieses Vakuums katastrophal. Wenn jedoch ein mit Plasmaventiltechnologie ausgestatteter Beschleuniger bricht, wird die Gasschicht innerhalb einer Nanosekunde ionisiert, wodurch ein Siegel entsteht, das die erneute Komprimierung des Beschleunigers verhindert. Dies gibt den Technikern Zeit, den Teilchenstrahl im Beschleuniger abzuschalten und den Beschleunigerring langsam wieder zusammenzudrücken, um Schäden zu vermeiden.

## Eigenschaften
Die physikalischen Eigenschaften des Plasmafensters variieren je nach Anwendung. Das ursprüngliche Patent nannte Temperaturen im Bereich von 15.000 K.
Die einzige Begrenzung für die Größe des Plasmafensters sind derzeitige Energiebeschränkungen, da die Erzeugung des Fensters etwa 8 kW/cm im Durchmesser eines runden Fensters verbraucht.
Das  Plasmafenster strahlt ein helles Leuchten aus, wobei die Farbe vom verwendeten Gas abhängt.

## Ähnlichkeit zu Kraftfeldern
In Science-Fiction, wie der Fernsehserie Star Trek, wird häufig eine fiktive Technologie, die als „Kraftfeld“ bekannt ist, als Gerät verwendet. In einigen Fällen wird es als externe Tür zu Hangars von Raumfahrzeugen verwendet, um zu verhindern, dass die Atmosphäre des Schiffs in den Weltraum entweicht. Plasmafenster könnten theoretisch einem solchen Zweck dienen, wenn genügend Energie zu ihrer Herstellung zur Verfügung stünde. Ein StarTram-Vorschlag sieht die Verwendung eines leistungsintensiven MHD-Fensters über einer Startröhre mit mehreren Metern Durchmesser in regelmäßigen Abständen, aber jeweils nur kurz vor, um einen übermäßigen Vakuumverlust in den Momenten zu verhindern, in denen sich ein mechanischer Verschluss vorübergehend vor einem Hypergeschwindigkeits-Raumschiff öffnet.